# Ngũ Đại Hồ

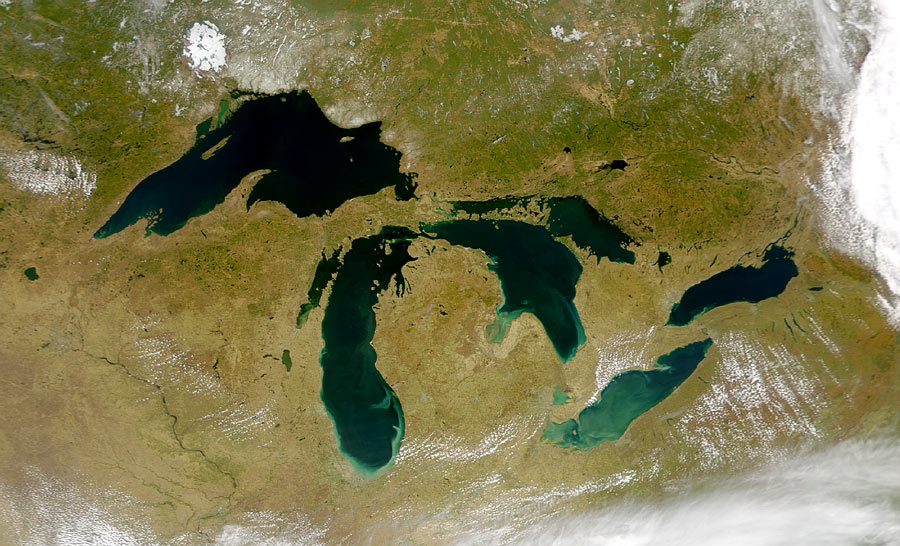
Vùng Ngũ Đại Hồ, nhìn từ không trung

Ngũ Đại Hồ (tiếng Anh: The Great Lakes, tức là "Các Hồ Lớn") là năm hồ lớn nằm trên hay gần biên giới Canada–Hoa Kỳ. Đây là nhóm hồ nước ngọt lớn nhất trên thế giới, và hệ thống Ngũ Đại Hồ – sông Saint Lawrence là hệ thống nước ngọt lớn nhất trên thế giới. Đôi khi năm hồ này được gọi biển nội địa.

## Các hồ lớn

Hồ Thượng, hồ lớn và sâu nhất, lớn hơn Cộng hòa Séc
Hồ Michigan, hồ duy nhất thuộc hoàn toàn Hoa Kỳ, là hồ lớn thứ ba theo thể tích
Hồ Huron, hồ lớn thứ hai theo diện tích
Hồ Erie, hồ nhỏ nhất theo thể tích và nông nhất
Hồ Ontario, hồ nhỏ nhất theo diện tích, thấp hơn các hồ kia

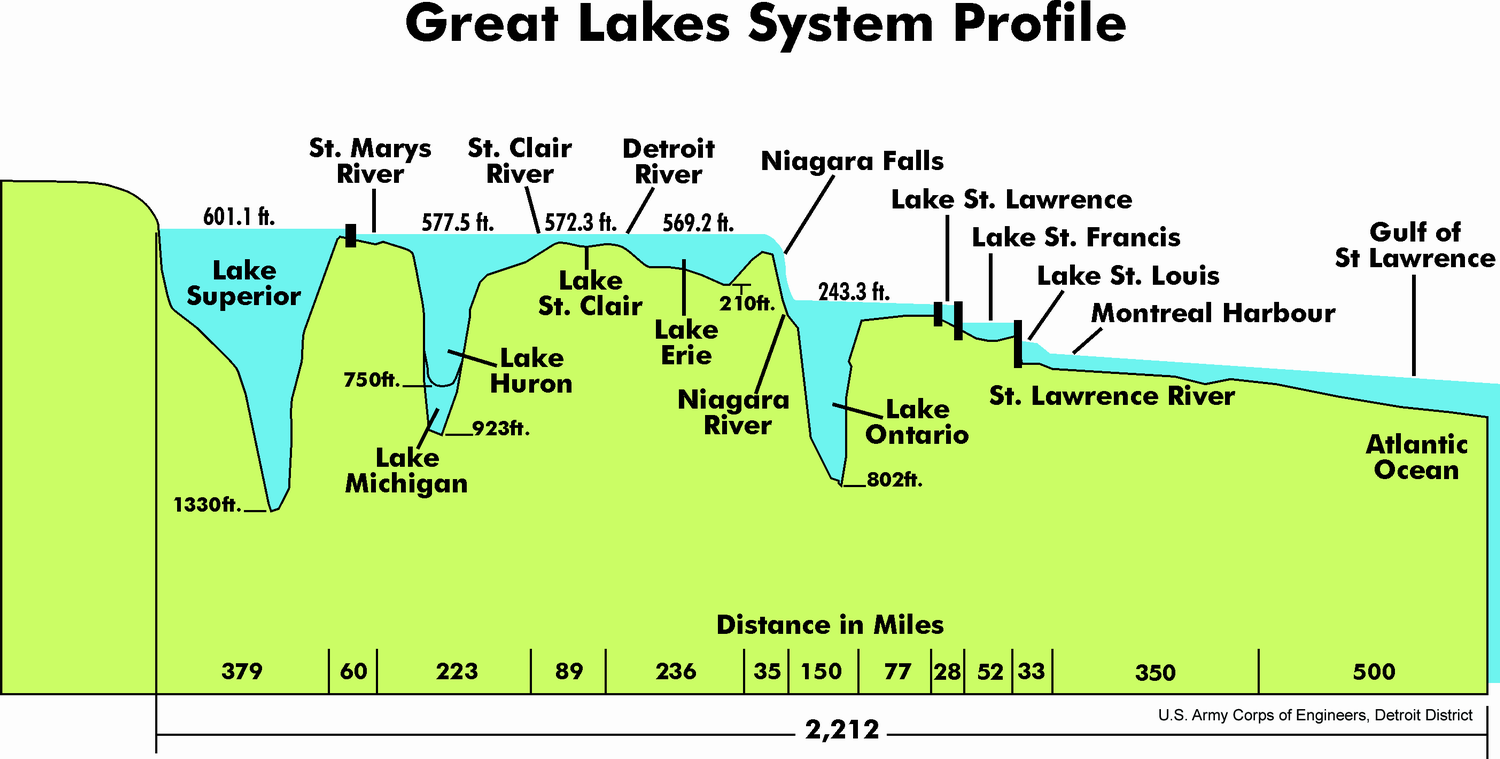
Tiết diện của hệ thống Ngũ Đại Hồ

Cách thuật nhớ phổ biến để nhớ lại tên của các hồ là chữ "HOMES" (tiếng Anh: "các nhà"), tức là Huron, Ontario, Michigan, Erie và Superior, nhưng cách này không có thứ tự đặc biệt nào. Những cách khác, thí dụ như Sister Mary Hates Ecumenical Overtures ("Xơ Maria ghét những ca khúc khởi đầu của nhà thờ") hay She Made Harry Eat Onions ("Bà ấy bắt Harry phải ăn hành"), xếp các hồ từ phía tây đến phía đông.

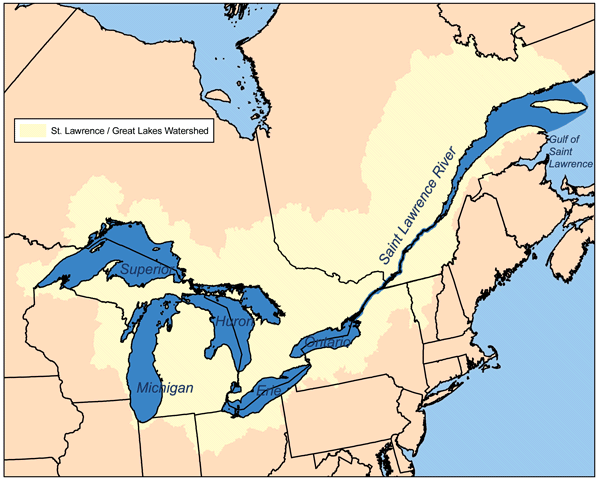
Bản đồ lưu vực Ngũ Đại Hồ – sông Saint Lawrence

Theo quan điểm thủy học, hai hồ Michigan và Huron cùng trộn lẫn với nhau nên đôi khi được coi như một hồ: hồ Michigan-Huron. Khi tính như vậy thì hồ Michigan-Huron lớn hơn hồ Superior theo diện tích mặt nước, nhưng vẫn nhỏ hơn theo tổng thể tích nước.
Hồ thứ sáu cũng thuộc hệ thống Ngũ Đại Hồ là hồ Saint Clair. Hồ này nhỏ hơn năm hồ kia nhiều, nằm giữa hồ Huron và hồ Erie, và không được coi như một trong những "đại hồ". Hệ thống này cũng bao gồm những sông nối các hồ với nhau: sông Saint Mary giữa hồ Superior và hồ Huron, sông Saint Clair giữa hồ Huron và hồ St. Clair, sông Detroit giữa hồ Saint Clair và hồ Erie, và sông Niagara và thác Niagara giữa hồ Erie và hồ Ontario. (Hồ Michigan được nối với hồ Huron theo eo Mackinac.) Một số đảo lớn và một bán đảo chia ra hồ Huron thành hồ chính và vịnh Georgian.
Các hồ nằm giáp tỉnh bang Ontario (trừ hồ Michigan), và các tiểu bang Minnesota, Wisconsin, Michigan (trừ hồ Ontario), Illinois, Indiana, Ohio, Pennsylvania và New York. Bốn trong năm hồ này tạo nên biên giới Mỹ-Canada; riêng hồ Michigan nằm trọn trong nước Mỹ. Sông Saint Lawrence, một phần là biên giới quốc tế, là thủy lưu tháo nước chính của các hồ này – vì các hồ nối liền với nhau – và chảy qua Québec và bán đảo Gaspé trước khi đổ vào Bắc Đại Tây Dương.
| Hồ                         | Hồ Erie                                       | Hồ Huron                               | Hồ Michigan                                      | Hồ Ontario                                                                     | Hồ Thượng                                       |
| -------------------------- | --------------------------------------------- | -------------------------------------- | ------------------------------------------------ | ------------------------------------------------------------------------------ | ----------------------------------------------- |
| Diện tích                  | 9.940 dặm vuông Anh (25.700 km2)              | 23.010 dặm vuông Anh (59.600 km2)      | 22.400 dặm vuông Anh (58.000 km2)                | 7.540 dặm vuông Anh (19.500 km2)                                               | 31.820 dặm vuông Anh (82.400 km2)               |
| Thể tích                   | 116 mi khối (480 km3)                         | 849 mi khối (3.540 km3)                | 1.180 mi khối (4.900 km3)                        | 393 mi khối (1.640 km3)                                                        | 2.900 mi khối (12.000 km3)                      |
| Cao độ                     | 571 ft (174 m)                                | 577 ft (176 m)                         | 577 ft (176 m)                                   | 246 ft (75 m)                                                                  | 600 ft (180 m)                                  |
| Độ sâu trung bình          | 62 ft (19 m)                                  | 195 ft (59 m)                          | 279 ft (85 m)                                    | 283 ft (86 m)                                                                  | 483 ft (147 m)                                  |
| Độ sâu nhất                | 210 ft (64 m)                                 | 770 ft (230 m)                         | 923 ft (281 m)                                   | 802 ft (244 m)                                                                 | 1.332 ft (406 m)                                |
| Các thành phố chính ven hồ | Buffalo, NY Cleveland, OH Erie, PA Toledo, OH | Sarnia, ON Port Huron, MI Bay City, MI | Chicago, IL Gary, IN Green Bay, WI Milwaukee, WI | Hamilton, ON Kingston, ON Oshawa, ON Rochester, NY Toronto, ON Mississagua, ON | Duluth, MN Sault Ste. Marie, ON Thunder Bay, ON |

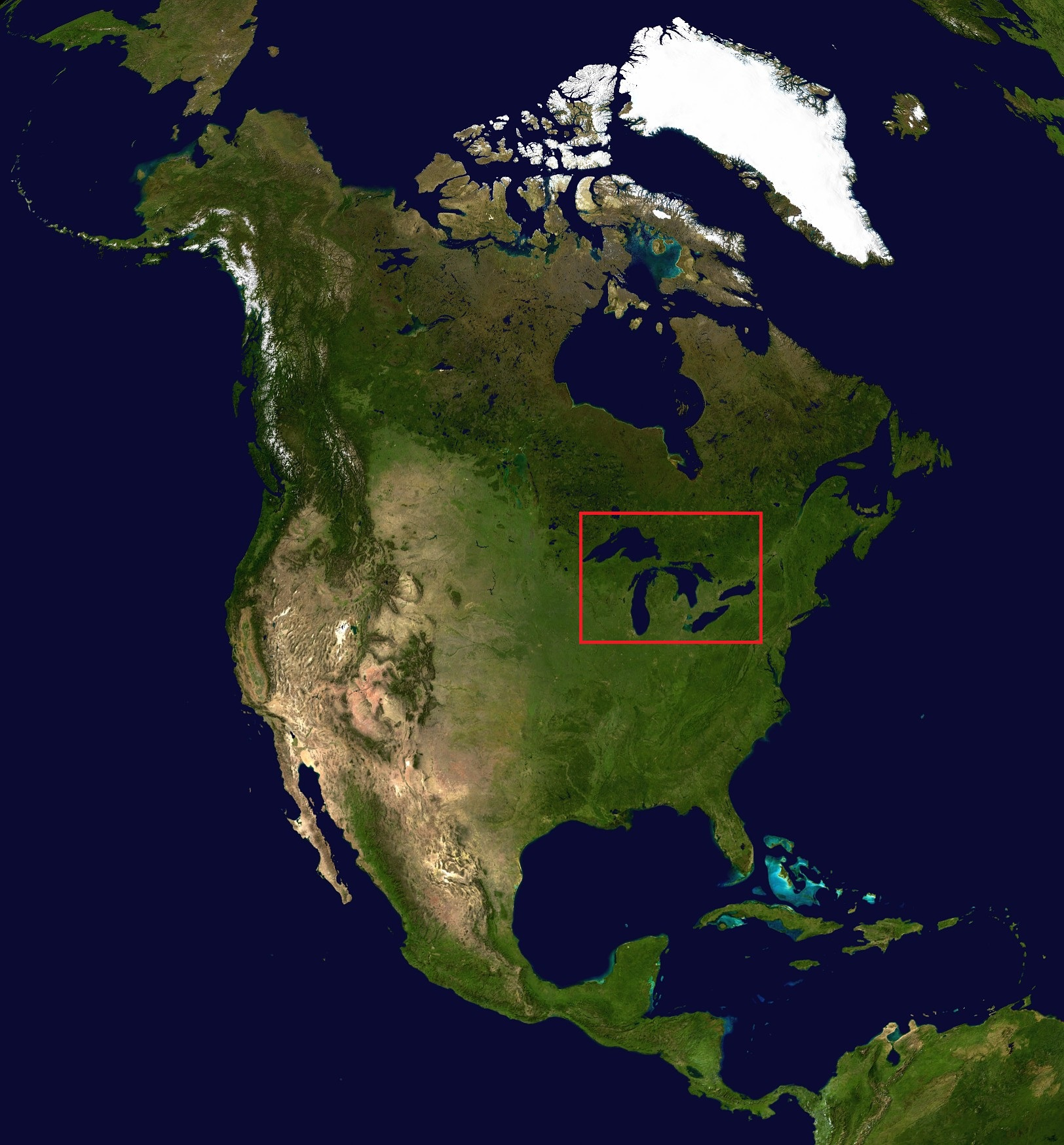
Vị trí Ngũ Đại Hồ tại Bắc Mỹ

Nhóm hồ này có vào khoảng 35.000 đảo trên Ngũ Đại Hồ rải rác, bao gồm đảo Manitoulin trên hồ Huron, đảo lớn nhất trên vùng nước nội địa; và đảo Royale trên hồ Superior, đảo lớn nhất trên hồ lớn nhất. Hai đảo này đủ lớn để có hồ riêng bên trong.
Ngày nay, 20% dung tích nước ngọt trên thế giới nằm trong nhóm hồ này: gần 23.000 km³ (5.473 dặm khối). Nhóm hồ này chứa đủ nước để phủ ngập cả 48 tiểu bang lục địa nước Mỹ dưới 2,9 mét nước (hay 9,5 foot nước). Tổng diện tích mặt nước của các hồ này là 244.000 km² (94.250 dặm vuông) – lớn hơn cả các tiểu bang New York, New Jersey, Connecticut, Rhode Island, Massachusetts, Vermont và New Hampshire cộng lại. Nếu kéo ra từ đầu đến cuối, đường bờ hồ của chúng có thể bao quanh gần nửa vòng Trái Đất theo đường xích đạo.
Đường biển Saint Lawrence và Đường nước Ngũ Đại Hồ mở vùng Ngũ Đại Hồ ra cho những tàu đi biển. Tuy nhiên, vì những tàu đi biển càng ngày càng dùng các container lớn hơn – tàu không đi lọt các cửa kênh ở những đường kênh này – khiến việc chuyên chở trên các đại hồ này phần nào bị hạn chế. Tuy chúng rất rộng, nhưng phần lớn của Ngũ Đại Hồ đóng băng vào mùa đông, nên hàng hải phần nhiều ngừng lại vào mùa đó. Tuy nhiên, có một số tàu phá băng chạy trên nhóm hồ này để mở đường giao thông.
Nhóm hồ này ảnh hưởng đến thời tiết ở vùng chung quanh, ví dụ như hiệu ứng hồ vào mùa tuyết. Vào mùa đông, hơi ẩm của gió từ phía tây có thể gây ra nhiều mưa tuyết, nhất là gần bờ biển về phía đông, như là ở Michigan, Ontario và New York. Trời không cần phải có mây khi có mưa tuyết do hiện tượng này. Lần nổi tiếng nhất là trận Bão tuyết năm 1977, trong đó gió mạnh thổi tuyết từ hồ Erie phủ ngập Buffalo, New York dưới lớp tuyết dày. Các hồ cũng giảm bớt nhiệt độ của vùng ven hồ ít nhiều vì hồ có khả năng hấp nhiệt vào mùa hè, rồi tỏa nhiệt từ từ vào mùa thu. Vì nhiệt độ được dung hòa nên có hiện tượng "vành đai trái cây" gần hồ và việc trồng trọt công nghiệp cung ứng được hoa quả cho thị trường.
|            | |
| Chú thích: | Diện tích của mỗi hình chữ nhật tương xứng với thể tích của mỗi hồ. Các kích thước được đo từ Low Water Datum. |
| Nguồn:     | EPA, Great Lakes Atlas: Factsheet #1.                                                                          |